# スプリット・シングル (内燃機関)

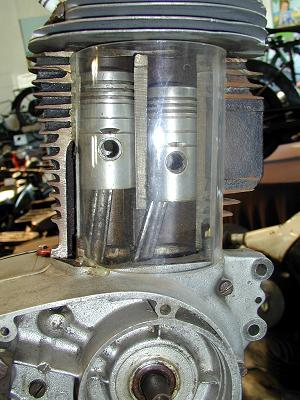
第二次世界大戦戦後に設計されたプフ社製エンジンのカットモデル。キャブレターは前方のエキゾーストパイプの下部に置かれる（この写真では写っていない）。掃気ポートはシリンダー後方に写っている。メインのコネクティングロッドにもう片方のピストンのサブコンロッドがピギーバック接続されている。

行程のアニメーション
右に吸気、左に排気ポート。吸・排気行程が時間差で進行。

スプリット・シングル（英: split-single）とは、2ストローク機関のうち、二つのシリンダーが一つの燃焼室を共有する方式である。ドイツやオーストリアではDoppelkolbenmotorと呼ばれ、日本ではU型気筒エンジン、U型燃焼室エンジン、ダブルピストンエンジンなどと呼ばれる。

## 概要
スプリット・シングルには単気筒（シリンダー2本）と2気筒（シリンダー4本）が存在し、幾つかの重要な内部構造の発展があった。そうした改良の結果、一部のオートバイではキャブレターはエンジン前方のエキゾーストパイプの下に移動し、独特の外見を呈するようになった。産業用エンジンとしてはV型4気筒が製造された記録も残っている。
スプリット・シングルのシステムは、掃気ポートと排気ポートが前後のボアに分離して配置されていることが特徴で、混合気は1つめのシリンダーから燃焼室に至り点火プラグで点火され、排気ガスはもう一方のシリンダーを下って露出した排気ポートから掃気される。スプリット・シングルの「新気と排気の流れが1方向で、掃気が確実に行える」という構造上の特徴は、ユニフロー掃気ディーゼルエンジンと同様のユニフロー掃気式2ストロークエンジンと捉えることもできる。また、ないし双ピストン型2ストロークガソリンエンジンという分類も考えられる。ユニフロー掃気は一般的な2ストロークエンジンで用いられるクロス掃気（横断掃気）やループ掃気と比較して、排気ガスがシリンダー内に取り残される確率が減るため、高い掃気効率を得られる利点がある。このように、スプリット・シングル2ストロークは複雑な構造に伴う重量と製造コストの増大と引き替えに、一般的な2ストロークよりも優れた経済性を実現し、小さなスロットル開度でもより良い回転も実現した。
この形式は60年の歴史の中で2つの重要な変化があった。初期のエンジンは単気筒で、Y形状若しくはV形状のコネクティングロッド（コンロッド）、単一の排気管とシリンダーの後方に配置されたシングルキャブレターを持ち、点火プラグは1本であったので、外見は普通の単気筒2ストロークエンジンと殆ど変わらなかった。レーシング仕様のエンジンは2本の排気管とツインキャブレターを持っていたので、一見すると直列2気筒と見間違われる事もあるかもしれないが、実際は内部には一対のボアと1つの燃焼室しか存在しなかった。量産エンジンのいくつかには1つの燃焼室に2本の点火プラグ（ツインプラグ）が配置される場合もあった。
第二次世界大戦後、内部機構は更に洗練されて機械的信頼性が改善されると共に、キャブレターはボアの前方、排気管とシリンダー間の側面に配置されるようになった。この時期になるとアメリカ合衆国市場にも輸出されるようになり、輸入販売元のシアーズはツイングル (Twingle) と称していた。
スプリット・シングルは、2ストロークガソリンエンジンの掃気効率や充填効率が未成熟であった戦前から戦後間もなくまでは画期的な技術であったが、本質的な製造コストの高い機構であり、戦後に東ドイツのウォルター・カーデンの手によりエキスパンション・チャンバー（排気チャンバー）の技術体系が大成され、従来型のエンジン本体側もポートの改良によってループ掃気の技術が成立すると、スプリット・シングルの優位性は次第に失われていき、1970年にプフがこの形式のエンジンの生産を停止したのを最後に、採用するメーカーは無くなった。

### 内部構造の違い
スプリット・シングルは原則としては2つのシリンダーが1つの燃焼室を共有し、掃排気の流れが単一方向の物を示すが、内部構造により大きく3つに分類される。
1つは戦前のガレリや独トライアンフ (TWN) に見られるような、コンロッドが小端部分でY形状となり並列に2つのピストンが接続されるもので、単気筒エンジンのシリンダーを2分割したような構成である。戦前のトロイ製自動車エンジンやプフはコンロッド大端部からV形状とし、直列に2つのピストンが接続される物を採用したが、DKWや戦後のプフはコンロッドの大端部分付近にリンク機構を設けてV形状に分割（ピギーバック接続）する事で、トロイでの課題であったコンロッドの撓りを軽減して耐久性と信頼性を向上させる事にも成功した。この形式はU型気筒エンジンと呼ばれる。
もう1つは戦前のTWNの試作エンジンや、イギリスのフレデリック・ランプロウのV型4気筒エンジンに見られるような、2つのピストンがそれぞれ独立したコンロッドを持つ、並列2気筒エンジンの燃焼室を共有したような構成。
最後の1つが、イギリスのバルブレス製自動車エンジンに見られるような、2つのピストンがそれぞれ独立したクランクシャフトを同調して回転させる、タンデム2気筒の燃焼室を共有したような構成である。
後者2つはU型燃焼室エンジンとも分類される形式であるが、上記いずれの構成でも1対のピストンが明確に2組以上存在するエンジン以外は、全て単気筒として取り扱われる。

## 歴史

### ガレリによる発明（1912年）
最初のスプリット・シングルの特許を取得したのは1912年、イタリア人技術者のアダルベルト・ガレリであった。彼の会社であるガレリ・モーターサイクルは公道用とレース用のオートバイで使用する為の、346 cc単気筒エンジンを開発した。彼のデザインでは2つのピストンが並列配置（サイド・バイ・サイド）され、2つのボアが収まるシリンダーは単なる一体鋳造ではなく、冷却性向上の為に左右ボアの間にはスリットが設けられた。最大出力は3馬力、最高速度は80km/hであった。このエンジンはガレリが軍需産業に傾注する1926年まで生産された。ガレリ・モーターサイクルは今日でもイタリアにおける主要なメーカーであるが、この形式のエンジンを再度開発し、販売する事はなかった。

### トロイによる発明（1913年）
今日ではスプリット・シングルに分類されるトロイの2ストロークエンジンは、1913年にイギリスのトロイ・カーによって独自に発明された。写真は1927年の直列2気筒モデルで、ロンドンのサイエンス・ミュージアムにカットモデルが展示されている。このエンジンは180度クランクを持つ並列2気筒で排気量1488 cc、最大出力は12.3馬力/900 rpmだった。前後直列にピストンが並べられたシリンダーレイアウト (fore-and-aft) は、V形状コンロッドが回転の際に僅かに屈曲する事を意味していた。ドイツやオーストリアのオートバイ用エンジンと異なり、このエンジンは水冷であった。

### フレデリック・ランプロウ（1910年代前半）

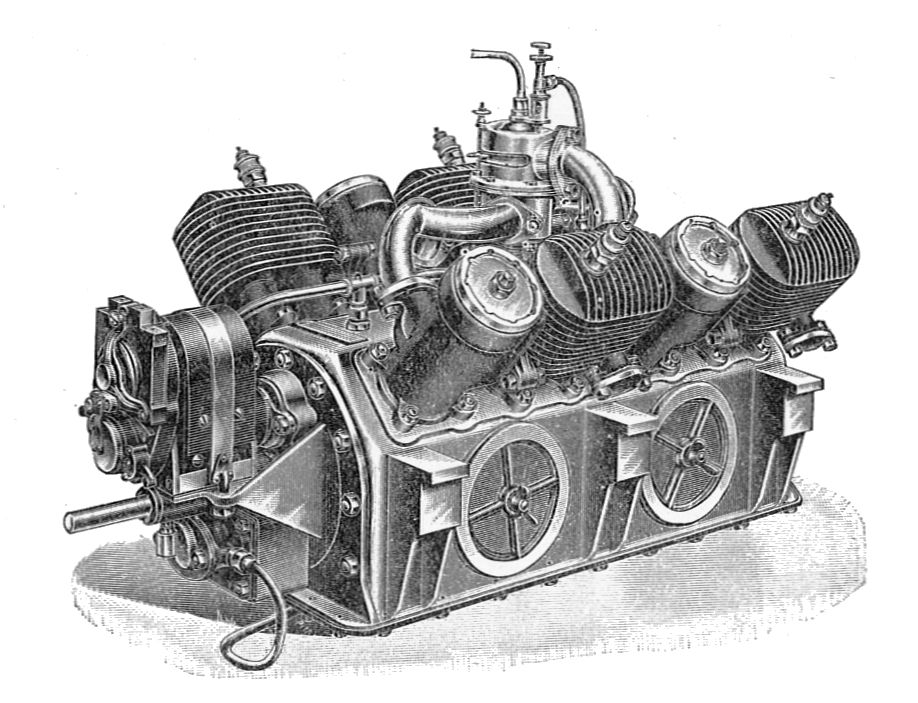
ランプロウのV4エンジン

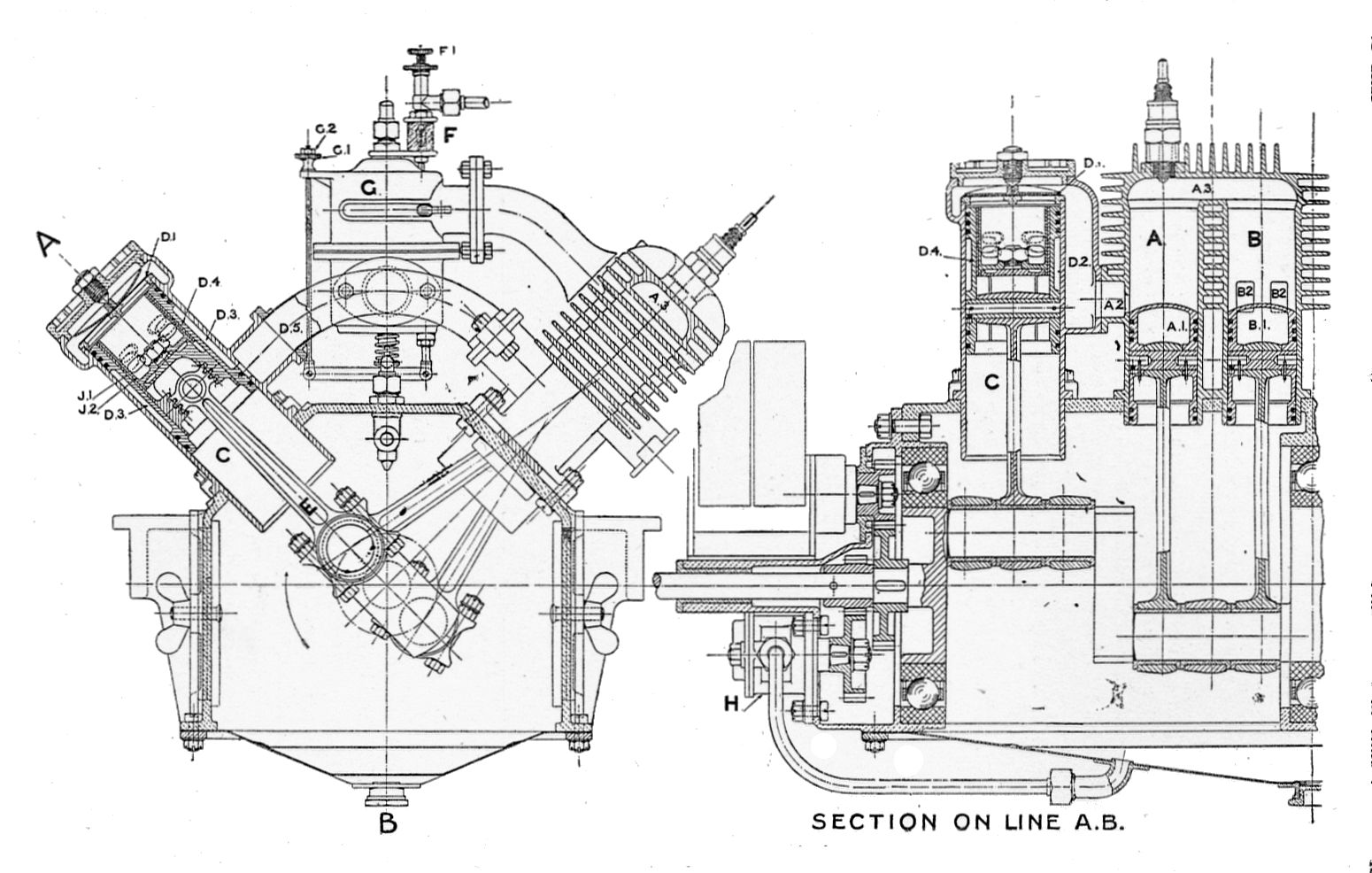
内部構造図

ケネディ・ランキンが1905年にイギリスで発行した「The Book of Modern Engines and Power Generators」の第五刷（1912年版）には、イギリス人技術者フレデリック・ランプロウが産業機械向けエンジンとして開発したV型4気筒エンジンが掲載されている。このエンジンは一般的なV型エンジンと異なり、90度のシリンダーバンクの片側が独立したコンロッドを有するスプリット・シングル、もう片側が掃気用シリンダーとなっており、3本のコンロッドが1つのクランクピンを共有する1気筒3ピストンエンジンの構成である。このような形式はクランクケース内で新気を圧縮する必要がない為、潤滑系統を4ストローク機関と同様の構造に出来る長所がある。

### バルブレス（1910年代中盤）

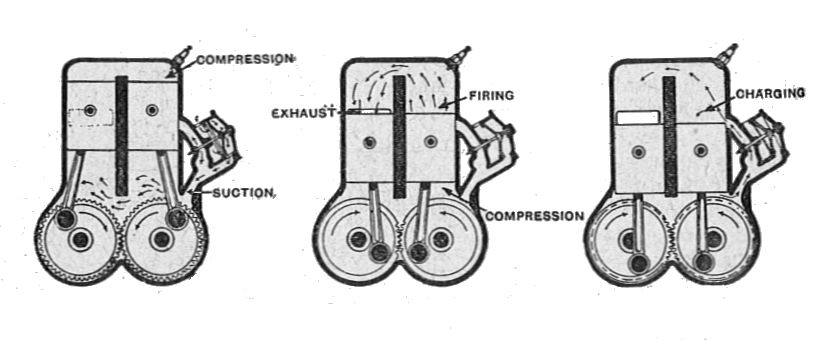
1919年に描かれたバルブレス製自動車エンジンの動作サイクル。

バルブレスエンジンのアニメーション

1908年から1915年に掛けて英国ウェスト・ヨークシャーのハダースフィールドに存在した零細自動車メーカー、バルブレスもスプリット・シングルを製造していた記録が残る。1919年にロンドンで発行されたオートカーハンドブック（第九版）に掲載されたバルブレス製エンジンの概念図では、左右のピストンがそれぞれ独立したクランクシャフトを回転させてギアで同調を行う、U型エンジンに近い構成であった事が印されている。

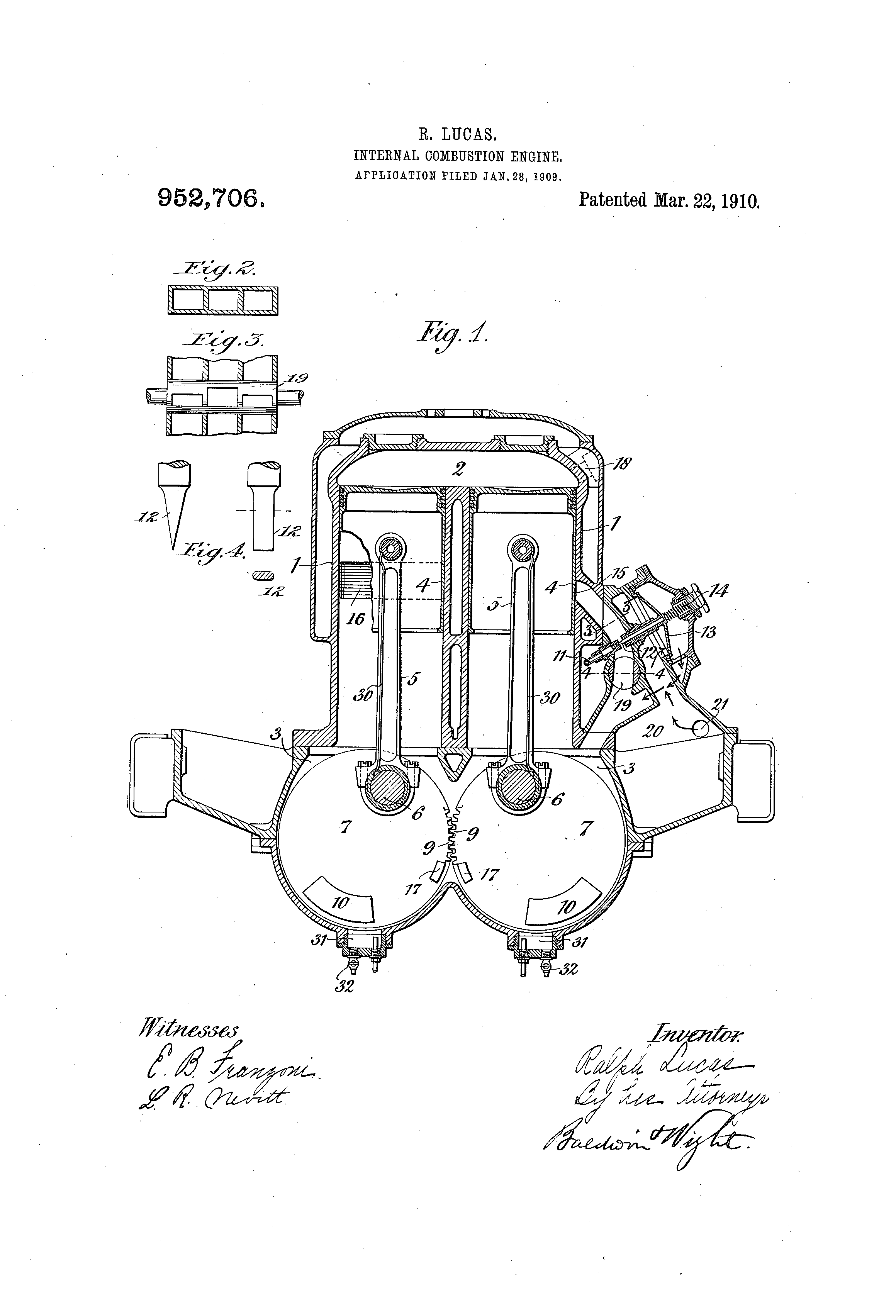
ラルフ・ルーカス製エンジン、米国特許US952706Aの図面。

このエンジンは元々は、1901年から1908年に掛けて同じ英国で灯油を燃料とする自動車を製造していたラルフ・ルーカスの設計を引き継いだものとされており、当時の自動車雑誌では「低速ギアに変速せずとも、高速ギアのままで長い勾配の坂を登坂できた」と評されていたという。ラルフ・ルーカスやバルブレスのような独立したクランクシャフトを持つスプリット・シングルは、ユンカース ユモ 205のような上下対向エンジンをU型に曲げたものという解釈も出来る為、対向ピストン機関として分類される事もある。

### プフ (1923 - 1970)

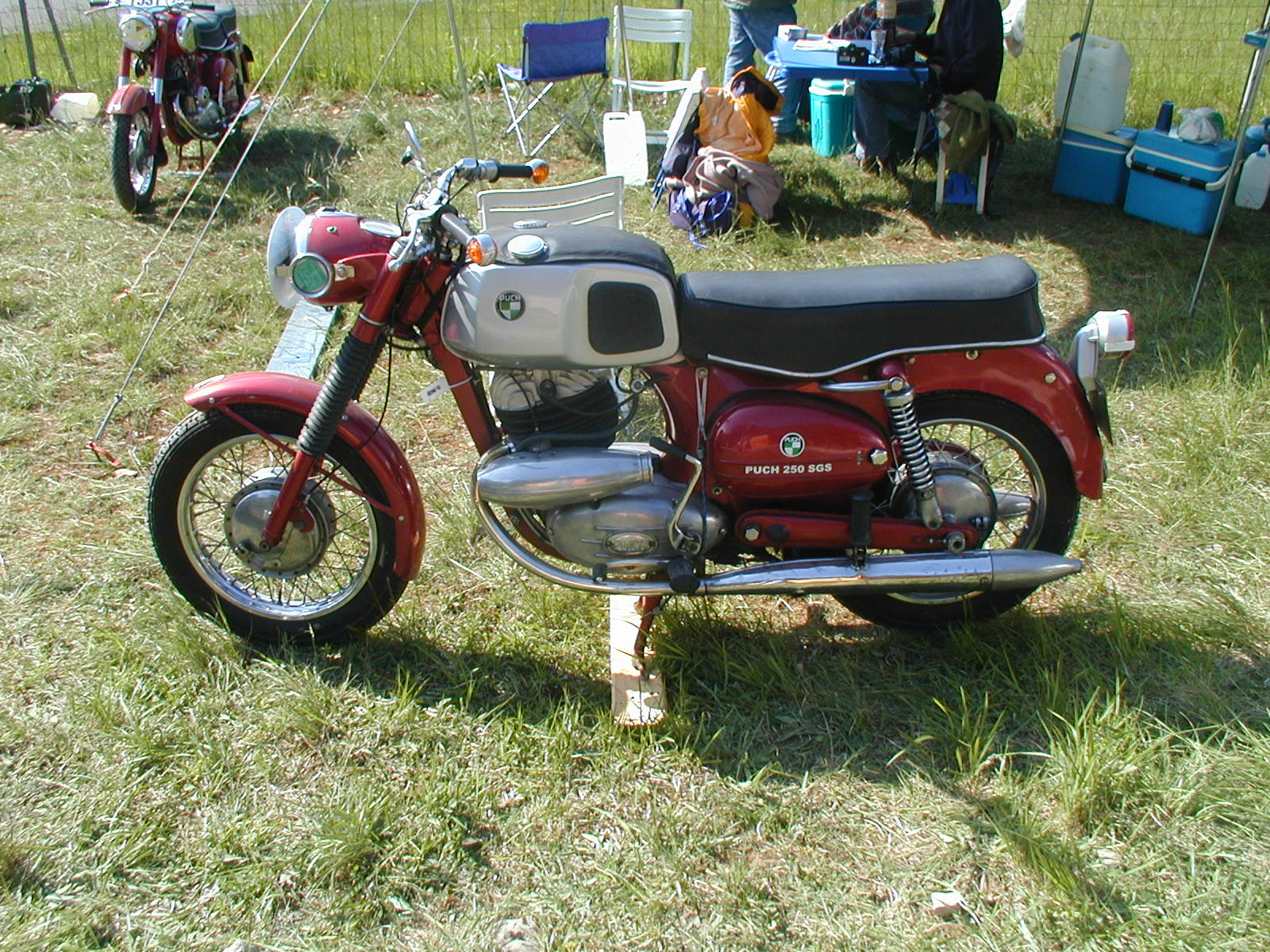
北米市場でシアーズ・ツイングルの名称で販売、戦後のプフを代表するスプリット・シングルであるプフ・250SGS

第一次世界大戦終結後、オーストリア＝ハンガリー帝国は解体され、オーストリア第一共和国の技術産業も回復に苦慮した。イタリア人技術者ジョヴァンニ・マルセリーノはグラーツのプフ主力工場に、同社廃業に携わる為に着任した。工場は清算されたが彼はそのまま街に定住し、1923年に産業用対向ピストンエンジンにインスピレーションを受けた非対称ポートタイミングのスプリット・シングルエンジンを開発した。典型的なオートバイに搭載できるように、マルセリーノの設計は並列（サイド・バイ・サイド）であったガレリのピストンと異なり、直列にピストンが配列された。この新しい方式は長いパワーストロークと優れたシリンダー充填を可能とした。また、V形状とされたコンロッドの曲がりを防ぐために、掃気ポート側ピストンの小端ベアリングがピストン内で前後方向に少しスライドするように配置された。1931年、プフはスプリット・シングル過給エンジンでドイツグランプリに優勝したが、その数年後には彼らはDKWのスプリット・シングルの後塵を拝する事となる
第二次世界大戦後、プフの量産及びレース用スプリット・シングルは、1本のコンロッドの後部にヒンジ接続される形に改善された設計で、1949年から生産が再開された。このエンジンは前ピストンが吸気及び排気ポートの開閉を司るため、結果としてキャブレターがエンジン前方、排気管の下部側面に配置される事となった。後ピストンはクランクシャフトからシリンダーへ至る掃気ポートの開閉を司る。更には、これらのモデルには2ストロークオイルを事前混合する為のオイルポンプが装備され（分離給油方式）、オイルはガソリンタンクに内蔵されたオイルタンクから供給された。いくつかのモデルでは8の字形状の燃焼室と、それに合わせたツインプラグ構成の点火装置も与えられた。これらの改良が加えられ、16.5馬力を発揮したプフ・SGSスプリット・シングルを、シアーズはオールステート250 (Allstate 250) またはツイングルの名称で、相当な台数を米国市場で売り上げた。これらの改良によって2ストロークの点火プラグの汚損を始めとする、旧型スプリット・シングルで問題となっていた不具合の多くが改善された。1953年から1970年の間に、プフ・250SGSは38,584台製造された。250SGSの他はプフ・250TFや、175ccのプフ・175SV、500ccのプフ・500等がこの形式を採用した。プフは1950年代にスプリット・シングル搭載車でのレース参戦を諦め、そしてスプリット・シングルの製造も1970年ごろに終了した。しかし、マシン自体はよく保存され、コレクタブルであるといえる。

### DKW (1931 - 1939)

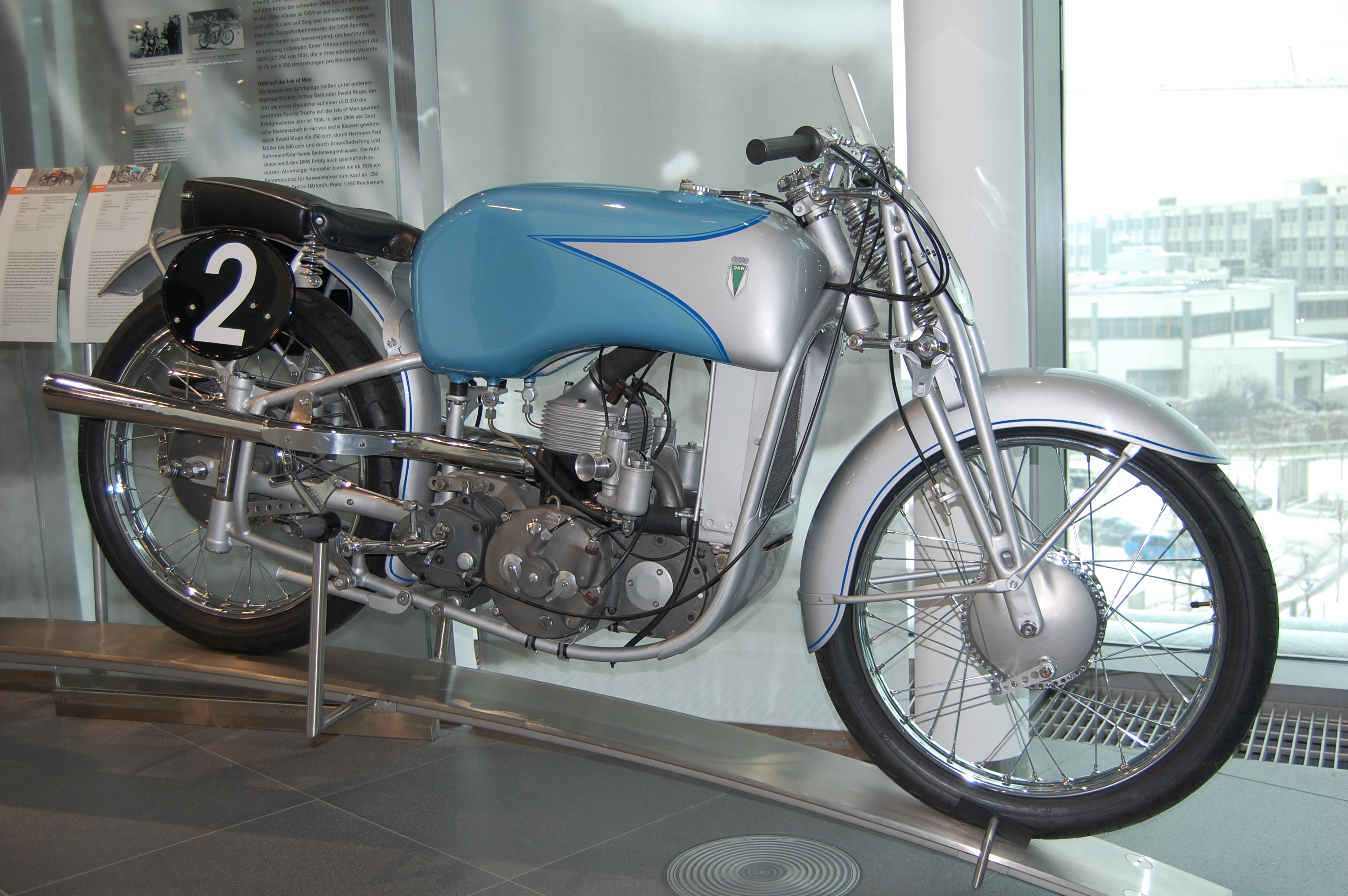
並列2気筒4ピストン過給エンジンで40馬力を発揮した1939年式DKW・US250

1931年にイング・ツェラーにより製造され、オートバイレースにて用いられたスプリット・シングルエンジンは、戦前の小排気量オートバイレースにおいて、DKWに支配的な地位をもたらす事に貢献した
。DKWのスプリット・シングルは戦後のプフが採用したものと同様の、V形状ピギーバックタイプのコンロッドを使用していたが、最大の特徴は燃焼を司るスプリット・シングルの他に、掃気用のシリンダーが別に用意された1気筒3ピストン方式を採用していた点にある。この方式はクランクケースによる一時圧縮が不要となり、潤滑系統を4ストロークエンジンと同様にできる利点があるが、DKWは潤滑方式というよりも掃気シリンダーによる過給効果を期待し、この形式の開発を戦前期に非常に盛んに行った。戦前のオートバイレースのレギュレーションでは、過給機の装着禁止が明文化されていなかった為に、DKWはクランクケース圧縮と掃気シリンダーを併用したものや、掃気シリンダーの代わりに対向ピストンエンジンの掃気装置に類似したベーンポンプ（ベーン式スーパーチャージャー）を装着したものなどを設計している。この時期のDKW製スプリット・シングルの代表例がDKW・SS350で、180度対向配置の掃気シリンダーでの過給で32馬力を発揮した。他に250ccのSS250でも同様のコンセプトが採用されたが、両者とも激しい放熱に耐える為に冷却方式は水冷が選択された。第二次世界大戦の勃発でロードレースから一時撤退する1939年末時点では、並列2気筒4ピストン型のUS250は40馬力、US350は48馬力にまで達していたという。しかし、DKWはプフのようにスプリット・シングルを市販車両に展開する事は無く、戦後は簡素な構造ながらも高性能な、ウォルター・カーデンの排気チャンバーを採用した従来型単気筒レーサーの開発に注力した為、スプリット・シングルの系譜は戦前までで途絶えている。

### TWN (1946 - 1957)

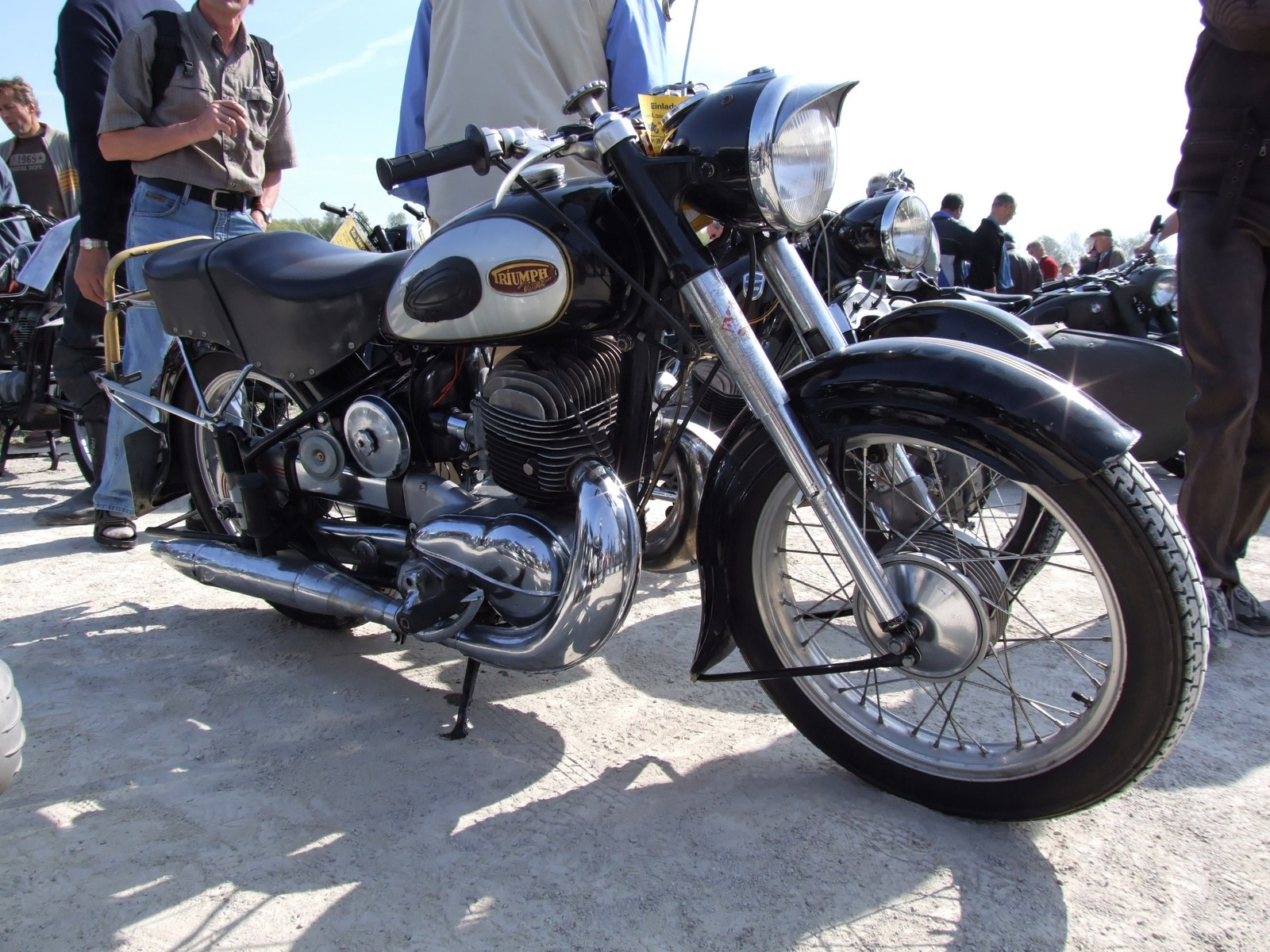
TWN最大級の350cc並列2気筒4ピストンエンジンを採用したTWN・ボス350

ドイツ・トライアンフ(TWN)（独: Triumph-Werke Nürnberg）オートバイ会社（元々はイギリスのトライアンフの一部門）は、1939年にスプリット・シングルの実験を開始し、市販車両の量産は1946年の生産再開時に2車種をリリースして開始された。TWN製スプリット・シングルは最初に試作されたBD250のものは独立コンロッドであったが、戦後のスプリット・シングルの多くはガレリに類似したY形状コンロッドを採用し、従ってピストンは並列配置（サイド・バイ・サイド）であった。ただし、TWNのものはこのエンジンはキャブレターがシリンダー・ボア後方のごく普通の場所に配置され、排気管もチャンバータイプのものが使用されたので、通常型の2ストロークエンジンとは視覚上は僅かな差異しか見られなかった。
125 ccのBDG125と250 ccのBDG250は1946年から1957年まで、200 ccのコルネットは1954年から1957年まで（12V電装でキックスターターが無かった）。ボスは350 ccの並列2気筒4ピストンで1953年から1957年まで、そして200 ccスクーターのコンテッサは1954年から1957年まで製造された。コルネットとボスの球根形状の排気チャンバーはTWN製2ストロークの特徴であり、一見するとスプリット・シングルのようには見えなかった。全てのTWN製オートバイは1957年に製造終了となった。

### EMC (1947 - 1952)

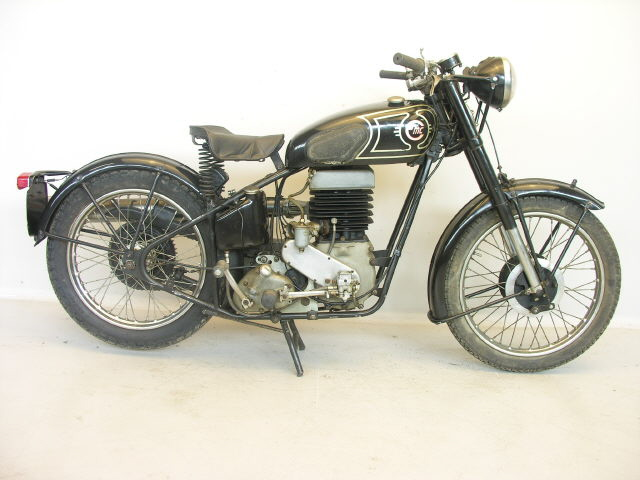
250ccスプリット・シングルエンジン搭載の1950年式EMC・ツイン

EMCモーターサイクル（英: Ehrlich Motor Co）は、第二次世界大戦後にオーストリアからイギリスに移住したオートバイ愛好家、ジョセフ・エーリッヒ博士により設立された個人メーカーであり、1940年代後半から1950年代初頭に掛けてはDKWやプフのスプリット・シングルの内部構造を参考に、既存のエンジン部品を流用する形で独自のスプリット・シングルエンジンを製作した。EMCは1947年から1952年に掛けて125cc、250cc、350ccのスプリット・シングル車を量産販売したが、その総生産台数は各型合計1500台程度とされる。1952年に市販車両の量産を停止した後も、エーリッヒ博士は125ccのレース用スプリット・シングルの研究開発を継続しており、この時期の125ccロードレーサーもごく少数現存している。

### イソ (1948 - 1958)

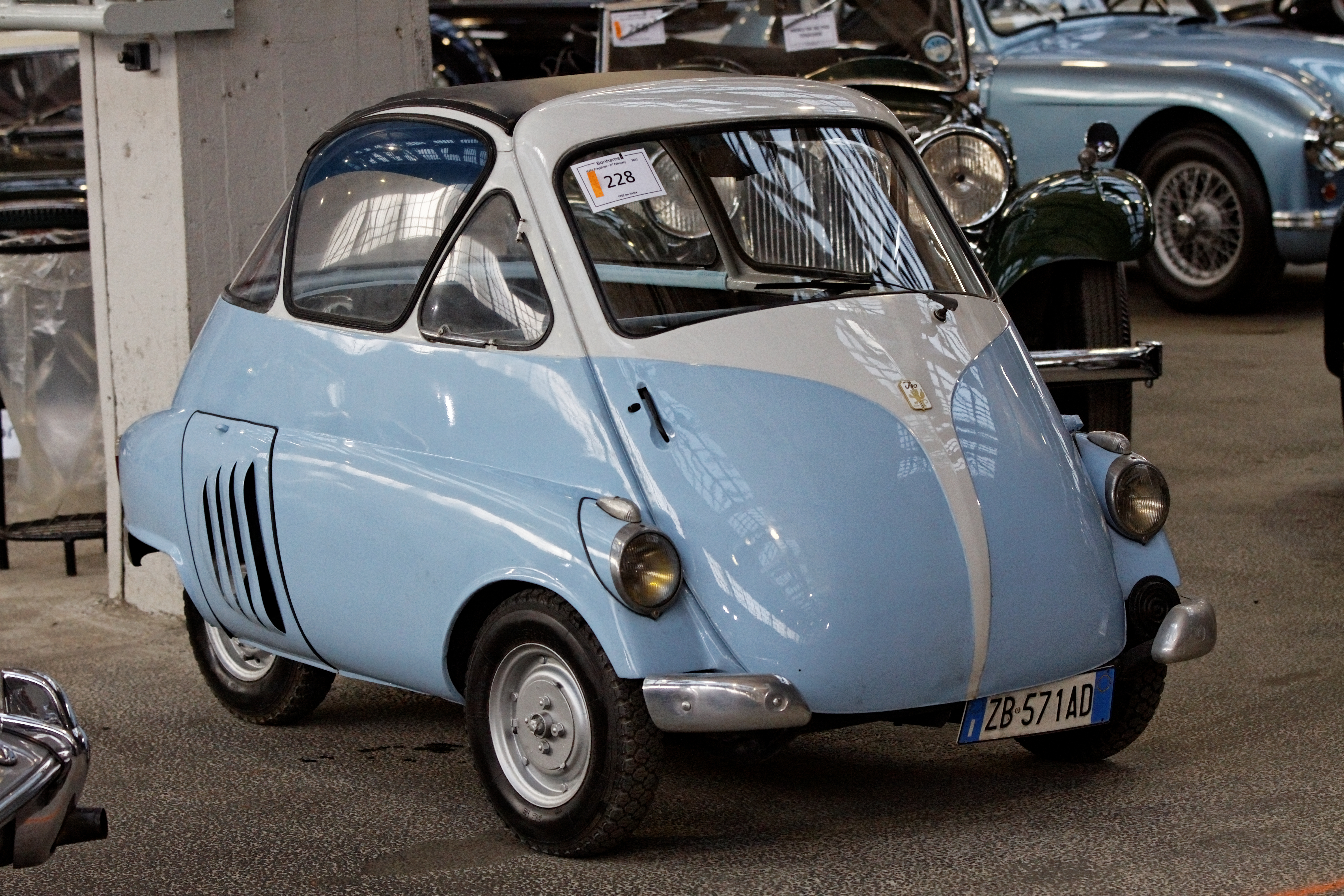
自社製スプリット・シングルを搭載した1953年式イソ・イセッタ

イタリアのイソは、1948年にプフの設計を参考に125ccの単気筒スプリット・シングルの2サイクルエンジンを搭載したイソスクーター（イーゾスクーテル Isoscooter）を発売、1952年には200cc単気筒スプリット・シングルのオートバイであるイソ・モト200を発売した。
次いで、1953年には革新的なミニカー、イソ・イセッタで4輪市場に参入した。イセッタは9.5馬力を発揮する236cc強制空冷単気筒スプリット・シングルを搭載していたが、販売実績が伸び悩み、創業者もスポーツカーであるイソ・リヴォルタに生産力を振り向ける事を希望した為、1956年にはアンダーライセンスによる他社生産に委ねる形で自社生産を終了する。その後フランスやブラジルでライセンス生産されたイセッタは、イソ製スプリット・シングルが1958年まで使用された。内部構造はプフのエンジンに類似したV形状ピギーバックタイプで、冷却は空冷ファンを内蔵した強制空冷方式とされていた。
なお、BMWがライセンス生産したBMW・イセッタはBMWモトラッド製4ストロークエンジンが搭載されており、こちらは1963年までに16万台余りを売り上げるヒット商品となった。

### デルビ（1953 - 1954）

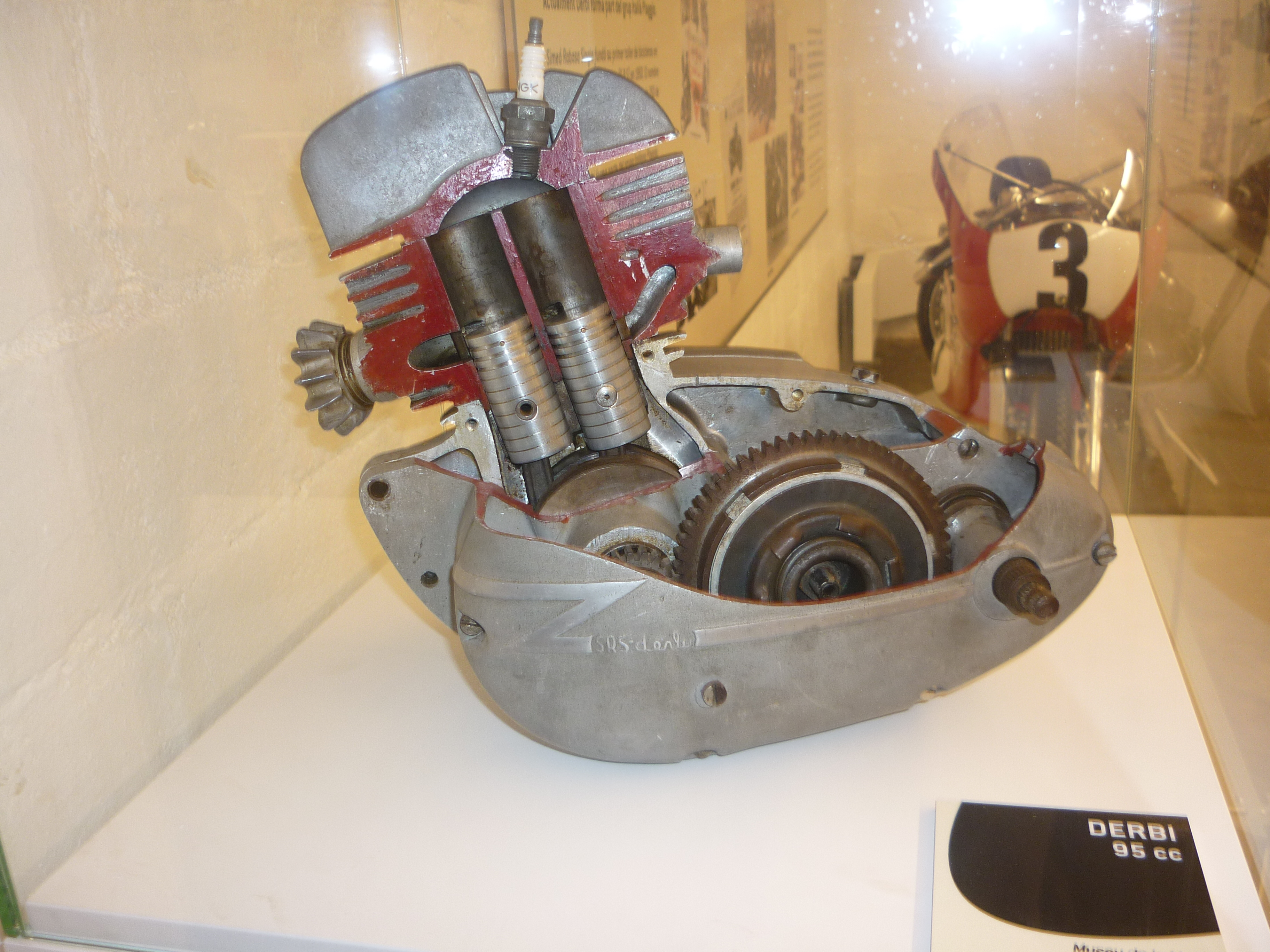
1954年式デルビ・95のスプリット・シングル

スペインの自転車技師であったシメオン・ラバサ・イ・シングラは、自転車メーカーとして創業したラバサ・サイクル(デルビの前身企業)が第二次世界大戦後にオートバイ事業に参入していくにあたり、1946年にモペットのSRS (二輪車)、1950年にオートバイのデルビ・250を発売して大きな成功を収めたが、販売戦略の中でSRSと250の中間の価格帯の商品が不足していた為、1952年頃から100cc級の小型オートバイの開発に乗り出す事となった。
ラバサは新エンジンの開発に当たり、プフやイソのスプリット・シングルの設計を参考に単気筒スプリット・シングルのエンジンを完成させ、1952年のバルセロナ・モーターショウにてプロトタイプのデルビ・90の出展を行い、その後1953年に市販版であるデルビ・95(95cc) の発売に漕ぎ着けたが、SRSと250に比して95は商業的には成功せず、僅かに2年間製造されたのみであった。
デルビ・95のスプリット・シングルは4馬力を発生し、低速ではパワフルであったものの、高回転まで回らない為に最高速度は70km/h程度に留まっていた事が不人気の原因であった。デルビのメカニックであったジャウマ・パヒサ・イ・ボンソムスは顧客の不満の要因が自社製スプリット・シングルの機構的な未成熟である事実を認識し、シンプルな1ピストン方式に設計を改めたデルビ・98をラバサに提案して1955年より市場投入、95の主要顧客層のみならずモータースポーツなどの用途でも大きな人気を集める成功を収め、その後のデルビはスプリット・シングルを再び手掛ける事はなかった。

### ホープ (1956 - 1961)

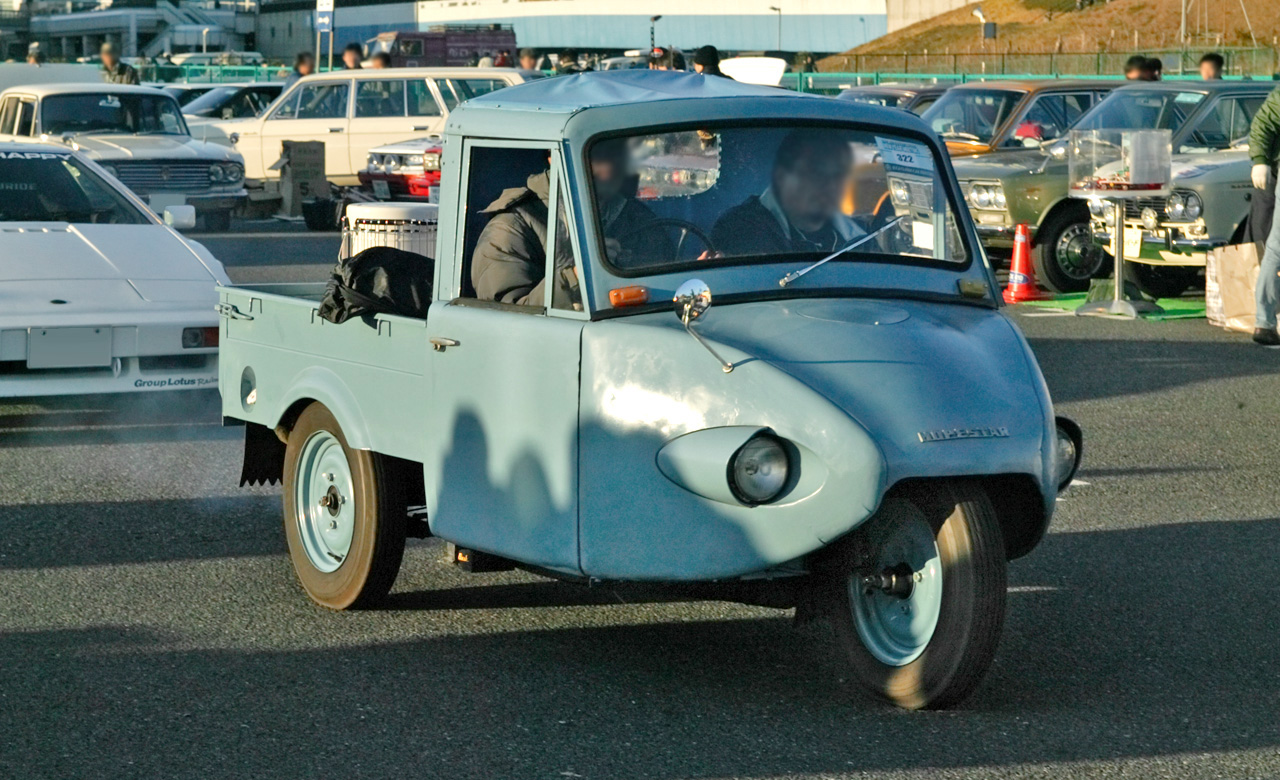
世界的にも珍しい3ピストン型スプリット・シングルを採用した1960年式ホープスター・SM

日本のホープ商会（後にホープ自動車と改称）は、1952年にホープスターブランドで軽オート三輪業界に参入。当初は4ストローク単気筒エンジンを採用していたが、1956年に元東京発動機の技術者の協力で日本初となるスプリット・シングル（空冷360cc単気筒ダブルピストンエンジン）の開発に成功、同年のホープスター・SU三輪トラックに初搭載された。このエンジンの15馬力の出力は当時の国産軽オート三輪でも最強クラスであった。ホープ製エンジンの内部構造はDKWのスプリット・シングルに類似しており、コンロッドはV形状ピギーバックタイプで、スプリット・シングルシリンダーと90度の角度で掃気用ピストンが設けられた1気筒3ピストン方式の構成が採られていた。
しかし、1960年の軽トラック市場参入などでの車両の生産拡大に、委託元の十条精機でのエンジンの製造が追い付かなくなる事態が発生し、やむを得ず1961年からは富士自動車が自社のガスデンミニバン向けに開発するも、車両の市販は断念していた360ccロータリーディスクバルブ式空冷直列2気筒2ストロークエンジンに供給が切り換えられる事となり、製造を終えた。
その後、ホープは富士自動車製エンジンの未熟成に伴う耐久性不足のクレーム対応の影響などで経営が悪化し、自社製スプリット・シングルを復活させることのないまま1965年に軽自動車製造から撤退。現在に至るまでホープ以外でこの形式を手掛けた国内メーカーは存在しない。

## 比較

### 税法や規則類
近代的な自動車税制に於いては排気量のみが考慮され、シリンダーの本数や点火プラグの数は考慮されないので、スプリット・シングルはこの点に関しては基本的に、不利でも有利でもない。もしも2つのピストンが同一サイズでなく、ストロークが異なる場合であっても同じである（機械的に可能であっても、滅多に使用されないが）。この単純な計算は必ずしも全てのケースで適用されるとは限らない（1920年代から1930年代にイギリスやヨーロッパ諸国で採用された馬力税を参照されたい）。

### 潤滑
初期の並列配置ピストンでキャブレターがシリンダー後方の「通常の位置」にあるものは、実質的に混合ガソリンで動くその他全ての2ストロークエンジンと同じ潤滑の弱点を抱えていた。しかし、後年の方式ではキャブレターをエンジン前面の排気管の下に置く事で、高温の排気側ピストン方向から直接混合気を吹き込める為に、冷却と同時に潤滑も改善された。

### 公害
1920年代から1930年代の元々の全損潤滑方式のエンジンは、その他の2ストロークエンジンと公害の面では大差なかった。しかし、戦後のプフのスプリット・シングル（シアーズ・ローバックによって米国で販売された）は、オイルポンプとオイルインジェクションを採用した最初期のエンジンで、本質的により清潔になる事となった。